# Mouthe
Mouthe is een gemeente in het Franse departement Doubs (regio Bourgogne-Franche-Comté). De plaats maakt deel uit van het arrondissement Pontarlier. De gemeente telde 1.025 inwoners op 1 januari 2022. Mouthe, gelegen in de Jura, tegen de Zwitserse grens, ligt op een hoogte tussen 926 meter en 1414 meter. Het dorpje ligt in een vallei waar koude lucht blijft hangen tussen de omliggende bergketens. Het microklimaat in deze vallei maakt het dorpje het koudste dorpje van Frankrijk: op 13 januari 1968 zakte de temperatuur er tot min 36,7 graden.

## Geografie
De oppervlakte van Mouthe bedraagt 38,73 vierkante kilometer; de bevolkingsdichtheid is 27 inwoners per km² (per 1 januari 2019). De gemeente grenst in het oosten aan Zwitserland.
De onderstaande kaart toont de ligging van Mouthe met de belangrijkste infrastructuur en aangrenzende gemeenten.

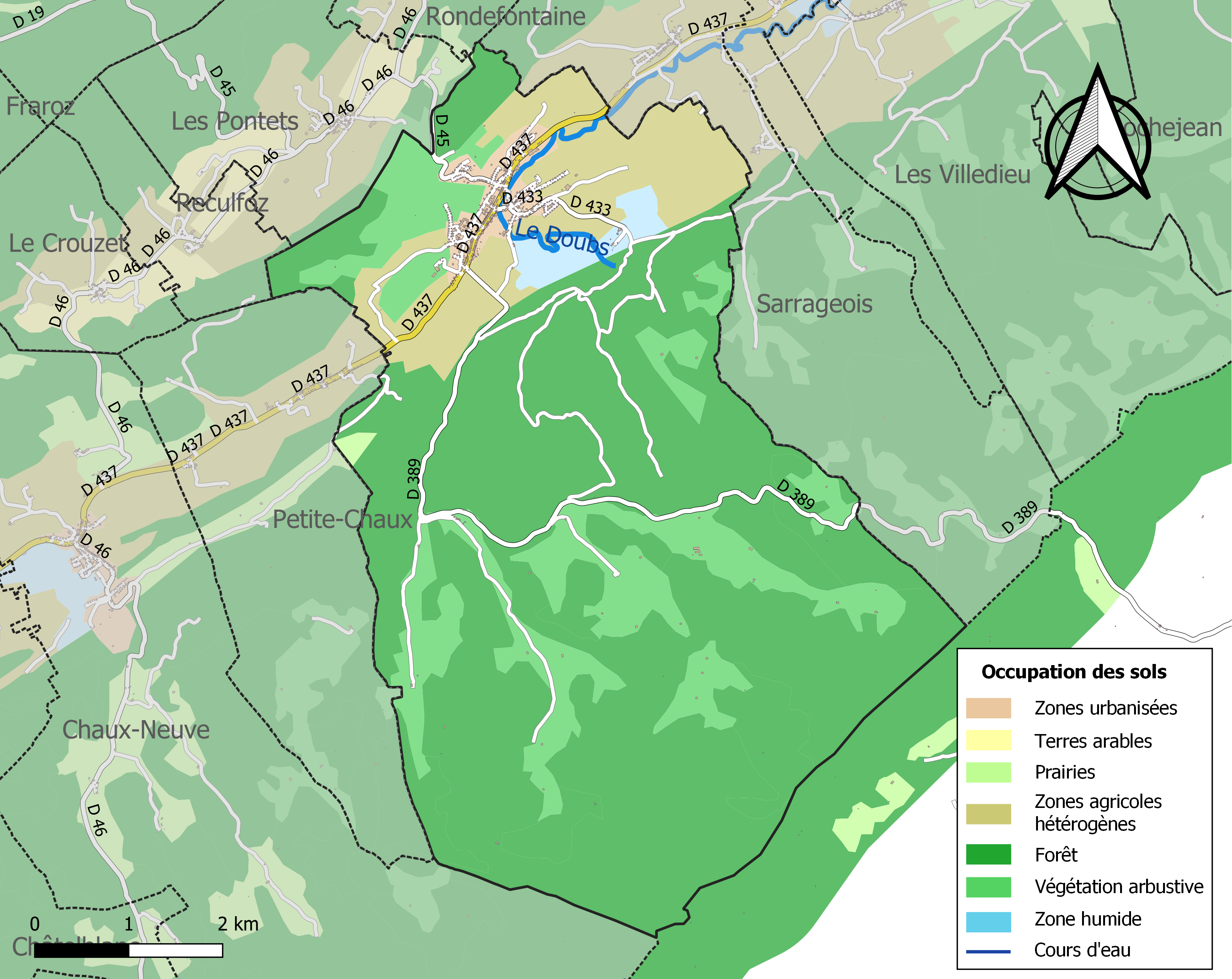

## Demografie
Onderstaande figuur toont het verloop van het inwonertal (bron: INSEE-tellingen).

## Afbeeldingen

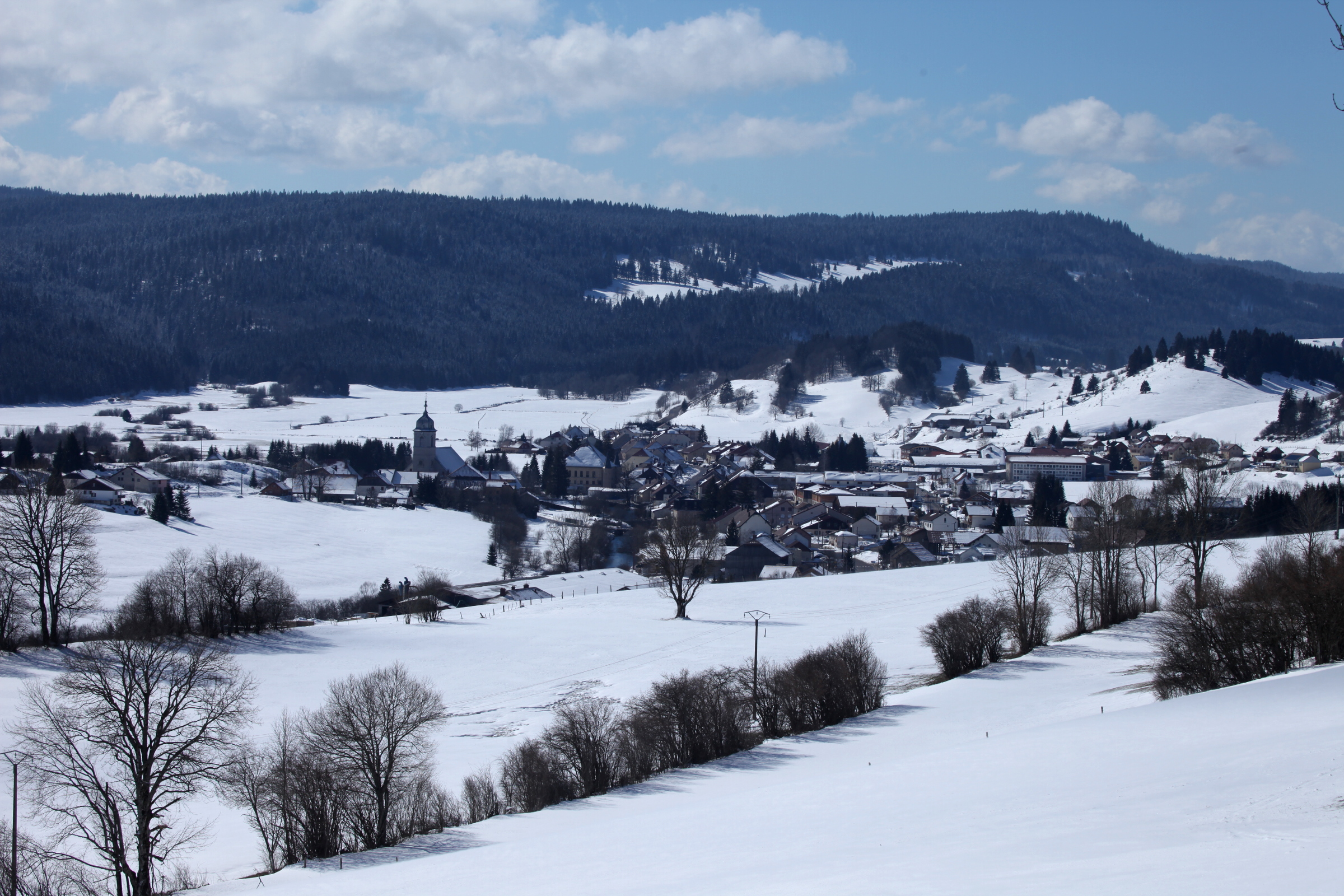
Gezicht op Mouthe
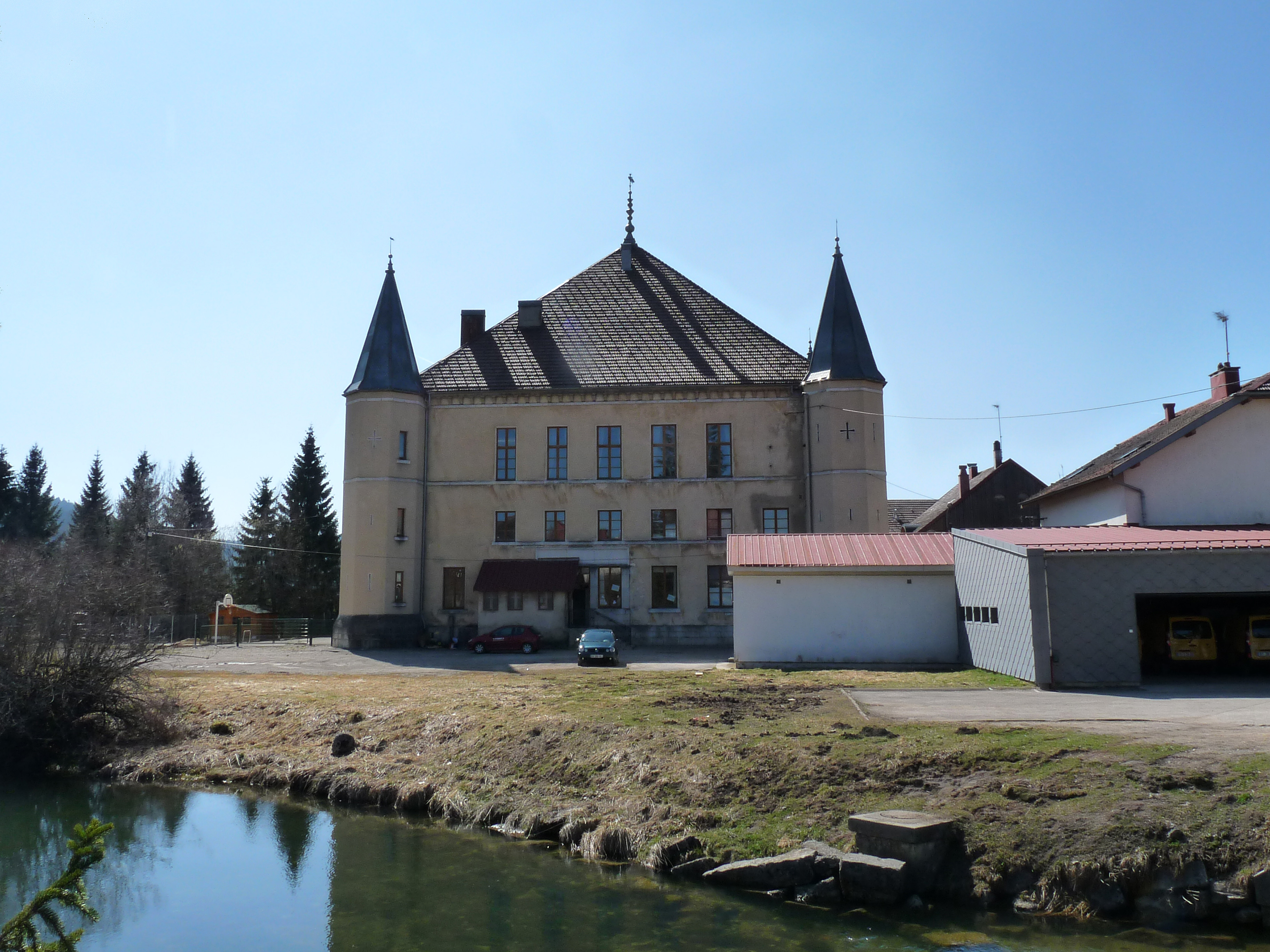
Gemeentehuis
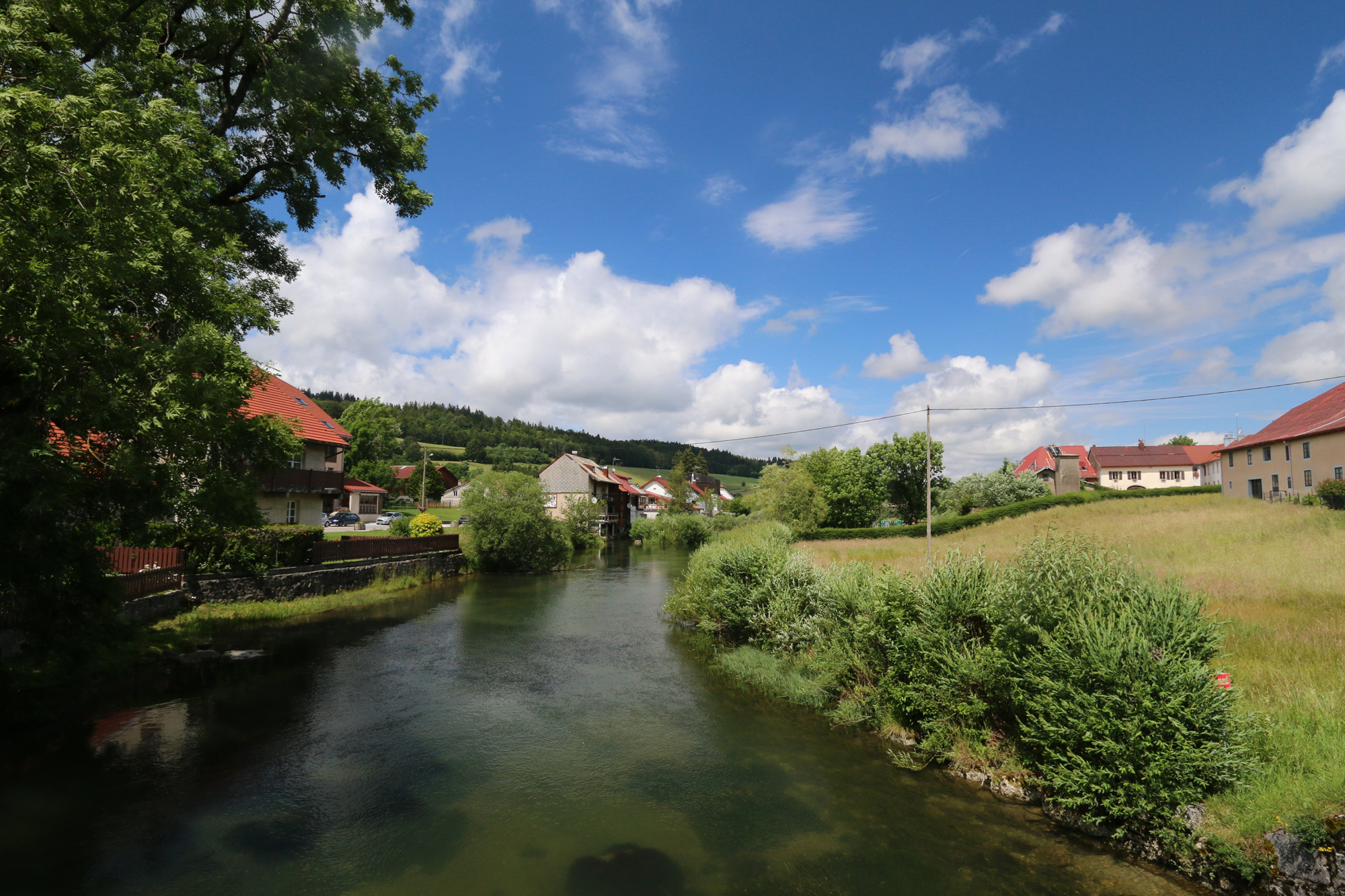
De Doubs bij Mouthe